# Phippsia
Phippsia — рід трав'янистих арктичних і альпійських рослин родини тонконогові (Poaceae). Етимологія: рід названий на честь Костянтина Фіпса (англ. Constantine Phipps, 1744–1792), офіцера Королівського флоту і арктичного дослідника.

## Види та їхнє поширення
Список наведено за «The Plant List»:
- Phippsia algida (Sol.) R.Br. — Росія, Фінляндія, Норвегія, Швеція, Ісландія, Ґренландія, Канада, США
- Phippsia concinna (Fr.) Lindeb. — Росія, Норвегія, Швеція, Ґренландія, Квебек (Канада), Аляска (США)
- Phippsia wilczekii Hack. — Аргентина

## Опис
Багаторічні рослини. Кореневища відсутні (algida, concinna), або видовжені (wilczekii). Стебла лежачі, від 2 до 6 (wilczekii) чи 10 (algida) чи 25 (concinna) сантиметрів довжиною. Суцвіття — волоть, відкрита (concinna) чи обмежена (algida, wilczekii). Колоски одиночні. Родючі колоски на стебельцях.